# Karel Boleslav Jirák
Karel Boleslav Jirák (ur. 28 stycznia 1891 w Pradze, zm. 30 stycznia 1972 w Chicago) – czeski kompozytor i dyrygent.

## Życiorys
Studiował prawo, filozofię i muzykologię na Uniwersytecie Karola w Pradze. Uczył się też kompozycji w Wiedniu u Vítězslava Nováka (1909–1911) i Josefa Bohuslava Foerstera (1911–1912). Dyrygował orkiestrą opery w Hamburgu (1915–1918) oraz Brnie i Morawskiej Ostrawie (1918–1920). Od 1920 do 1921 roku prowadził chór Hlahol i Czechosłowacką Orkiestrę Filharmoniczną w Pradze. W latach 1922–1930 wykładał kompozycję w Konserwatorium Praskim. Należał do współzałożycieli Międzynarodowego Towarzystwa Muzyki Współczesnej. Od 1930 do 1945 roku był dyrektorem muzycznym i dyrygentem w czechosłowackim radiu. W 1947 roku wyemigrował do Stanów Zjednoczonych, gdzie w latach 1949–1967 kierował wydziałem kompozycji w Roosevelt College w Chicago. Za swoją V Symfonię otrzymał w 1951 roku nagrodę na Międzynarodowym Festiwalu w Edynburgu.
W latach 1935–1946 był żonaty ze śpiewaczką Martą Krásovą.

## Twórczość
W swojej twórczości oscylował między neoromantyzmem a neoklasycyzmem. W latach 60. zaczął wykorzystywać technikę dodekafoniczną. Jako dyrygent propagował muzykę czeską.
Był autorem pracy Nauka o hudebních formách (Praga 1922, 2. wyd. 1946) oraz biografii Zdenka Fibicha (Ostrawa 1947), W.A. Mozarta (Ostrawa 1948) i Antonína Dvořáka (Nowy Jork 1961).

## Wybrane kompozycje
(na podstawie materiałów źródłowych)

### Utwory orkiestrowe
- 6 symfonii (I 1916, II 1924, III 1938, IV 1945, V 1949, VI 1968)
- Hudba nocí na skrzypce i małą orkiestrę (1918)
- Symfonické variace (1940)
- uwertura symfoniczna Mládí (1941)
- Koncert fortepianowy (1946)
- Serenada na małą orkiestrę (1952)
- Concertino na skrzypce i małą orkiestrę (1957)

### Utwory kameralne
- 7 kwartetów smyczkowych (I 1915, II 1927, III 1940, IV 1949, V 1951, VI 1958, VII 1960)
- Sonata na wiolonczelę i fortepian (1918)
- Sonata na skrzypce i fortepian (1920)
- Sonata na altówkę i fortepian (1925)
- Divertimento na trio smyczkowe (1925)
- Sonata na flet lub skrzypce i fortepian (1927)
- Kwintet dęty (1928)
- Kwintet fortepianowy (1945)
- Sonatina na skrzypce i fortepian (1946)
- Sonata na klarnet i fortepian (1947)
- Sonata na róg i fortepian (1952)
- Sonata na obój i fortepian (1954)
- Sonatina na klarnet basowy i fortepian (1968)

### Utwory fortepianowe
- Letní noci (1914)
- Suite ve starém slohu (1920)
- Na rozhraní (1923)
- 2 sonaty (I 1926, II 1950)
- Trí poetické polky (1944)
- Dvanáct skladeb pro děti (1950)
- Pět miniatur (1954)
- Čtyři skladby na fortepian na prawą rękę (1970)

### Utwory organowe
- Pět malých preludií a fug (1957)
- Suita (1964)
- Passacaglia a fuga (1971)

### Utwory wokalno-instrumentalne
- Psalm XXIII na chór i orkiestrę (1919)
- Requiem na kwartet solistów, chór i orkiestrę (1952)

### Cykle pieśni
- Tři písně (1910)
- Lyrické intermezzo (1913)
- Tragikomedie (1914)
- Třináct prostých písní (1917)
- Večer a duše (1921)
- Usmíření (1940)
- Milodějné zpěvů (1945)
- Písně samoty (1946)

### Opera
- Žena a bůh (wyst. Brno 1928)